# Missouris flagga
Missouris flagga består av tre ränder i rött, vitt och blått med statsvapnet i mitten. Statsvapnet omges av 24 stjärnor, som visar att Missouri var den 24:e staten att gå med i Förenta staterna. Ränderna symboliserar statens historia, som en del av Louisiana-territoriet. Den nuvarande flaggan antogs 1913.